# Seznam parkov v Gorici
Seznam (javnih) parkov v Gorici, kot jih je razglasila Občina Gorica.

## Grajski park
Območje, ki je bilo ustanovljeno med letoma 1993 in 1995 na območju nekdanjega občinske drevesnice ob Goriškem gradu, obsega nekaj manj kot štiri hektarje, ki jih je petnajst skupaj z zelenimi površinami v lasti zasebnikov.
Gozd sestavljajo predvsem robinije, poljski in ostrolistni javorji, lipe, murve, kostanji (tudi stoletni), veliki pajeseni, gabri ter podrast z bogato prisotnostjo leske, bezga in robide.
V spodnjem delu je urejeno parkirišče z mizami, klopmi in pitniki.